# Kolonia Objazda
Kolonia Objazda – nieoficjalna kolonia wsi Objazda w Polsce położona w województwie pomorskim, w powiecie słupskim, w gminie Ustka.
Miejscowość jest częścią sołectwa Objazda.
W latach 1975–1998 miejscowość położona była w województwie słupskim.